# Mesquita de Solimão
A Mesquita Süleymaniye ou de Solimão (em turco:  Süleymaniye Camii) é uma mesquita imperial otomana situada na segunda colina de Istambul, Turquia, no bairro histórico de Eminönü, distrito de Fatih. A sua situação elevada faz dela uma das vistas mais conhecidas de Istambul. A seguir à Basílica de Santa Sofia, que foi convertida em mesquita após a conquista da cidade pelos otomanos, é a maior mesquita de Istambul e uma das maiores realizações do prolífico e genial arquiteto imperial Mimar Sinan. A mesquita faz parte das Zonas Históricas de Istambul, classificadas pela UNESCO como Património Mundial desde 1985.

## História
A Mesquita Süleymaniye foi mandada construir pelo sultão Solimão, o Magnífico e é da autoria do seu arquiteto Mimar Sinan. A construção foi iniciada em 1550 e terminada em 1557. O complexo ocupa a área do "Eski Saray", o palácio onde funcionava a corte otomana antes de ser transladada para o Palácio de Topkapı.
Sinan projetou a mesquita de forma a que ela fosse o contraponto arquitetónico da grande catedral bizantina de Santa Sofia, a qual fora convertida em mesquita no próprio dia da conquista da cidade pelo vitorioso Maomé II, o Conquistador, e que serviu de modelo a numerosas mesquitas de Istambul. No entanto, a Süleymaniye de Sinan constitui uma interpretação mais simétrica, racionalizada e luminosa do que as das mesquitas otomanas precendentes e do que da própria Santa Sofia.
O desenho de Süleymaniye também joga com a intenção de Solimão se representar a si próprio como um segundo Salomão, evocando analogias com a Cúpula da Rocha em Jerusalém, construída no lugar do Templo de Salomão, e com as célebres palavras proferidas pelo imperador bizantino Justiniano I quando entrou pela primeira vez em Santa Sofia após a igreja estar concluída — «Ultrapassei-te, Salomão!». A mesquita Süleymaniye, similar em magnificência às estruturas anteriores, afirma a importância histórica de Solimão. Apesar disso, o edifício é de dimensões menores do que o seu arquétipo mais antigo, Santa Sofia.
A mesquita foi devastada por um incêndio em 1660, tendo sido restaurada por Maomé IV, o Caçador. Em 1766, parte da cúpula ruiu durante um terramoto. As reparações subsequentes danificaram o que restava da decoração original de Sinan. Limpezas levadas a cabo recentemente mostraram que Sinan fez ensaios com azul antes de usar o vermelho a cor dominante da cúpula.
Durante a Primeira Guerra Mundial o pátio foi usado como depósito de armamento e quando parte das munições se incendiaram, a mesquita foi novamente pasto de chamas, só tendo sido restaurada em 1956.

## Arquitetura

### Exterior
À semelhança de outras mesquitas imperiais de Istambul, a mesquita propriamente dita é precedida por um pátio monumental (avlu) na parte ocidental. O pátio de Süleymaniye é de uma grandeza excecional, com um peristilo com colunas em mármore, granito e pórfiro. Em cada um dos quatro cantos do pátio há um minarete, um número só autorizado para mesquitas construídas por sultões (os princípes e princesas podiam construir dois, as restantes pessoas apenas um). Os minaretes teem dez varandas (serifes), o que segundo a tradição indica que Solimão era o décimo sultão otomano.
A cúpula principal tem 47,75 metros de altura desde o solo e um diâmetro de 27,5 m. Na altura em que foi construído, era a cúpula mais alta de todo o Império Otomano, mas mesmo assim mais baixa em relação à sua base e de menor diâmetro do que Santa Sofia.

### Interior
O interior da mesquita é quase um quadrado, com 59 por 58 metros, formando um vasto espaço sem qualquer divisão. A cúpula é flanqueada por duas semicúpulas  e a norte e a sul por tímpanos com janelas, tudo suportado por enormes monólitos de pórfiro. Sinan usou uma inovação radical para disfarçar os enormes apoios necessários para suportar as plataformas centrais, incorporando os pilares nas paredes, com saliências no exterior e interior, que depois ocultou construindo galerias com colunas. Dentro da estrutura há uma galeria e no exterior há dois andares de galerias.
A decoração interior é subtil, com uso muito parcimonioso de azulejos de Iznik. O mirabe e mimbar são de mármore, com um desenho simples, e as peças em madeira são escassos, igualmente com motivos simples em 
marfim e madrepérola.

### Outras estruturas
À semelhança de outras mesquitas imperiais de Istambul, a Süleymaniye faz parte de um külliye, ou seja, um complexo que integra não só uma mesquita, mas também estruturas de cariz social e cultural. O külliye da Süleymaniye incluia, além da mesquita, um hospital (darüşşifa), uma escola primária, balneários públicos (o Hamam Süleymaniye), uma hospedaria (caravançarai), quatro madraçais (escolas islâmicas) especializados no ensino do hadith, uma escola de medicina e um refeitório público (imaret) que servia refeições aos pobres. Muitas destas estruturas ainda existem. O antigo imaret é agora um restaurante e o antigo hospital uma tipografia industrial do Exército da Turquia. Os madraçais de Evvel e Sani albergam a "Blibioteca de Solimão", criada pelo sultão para reunir coleções de livros datados dos reinados de seis sultões, que antes se encontravam espalhados por doze palácios diferentes.
No jardim atrás da mesquita há um cemitério, onde se encontram os türbes (mausoléus) de Solimão I e da sua poderosa esposa, Roxelana (Haseki Hürrem). Além destes, estão sepultados no cemitério Mihrimah Sultana, filha de Roxelana e de Solimão, Dilaşub Saliha e Asiye, respetivamente mãe e irmã de Solimão I, os sultões Solimão II, Amade II e Safiye, uma filha de Mustafá II.
Junto aos muros do complexo, encontra-se o túmulo de Mimar Sinan, no local que lhe serviu de habitação e atelier durante a construção do complexo. O túmulo do grande arquiteto encontra-se no centro de um jardim triangular com uma fonte com um telhado octogonal. Embora a intenção da fonte fosse presentear água a quem quer que passasse, o fornecimento abundante de água à fonte, casa e jardim  de Sinan quase causou a sua desgraça quando a água começou a faltar nas mesquitas mais abaixo, tendo o arquiteto sido acusado de desviar a água para seu uso. Uma inscrição numa das paredes do jardim refere a ponte de Büyükçekmece como o maior feito de Sinan.

## Galeria

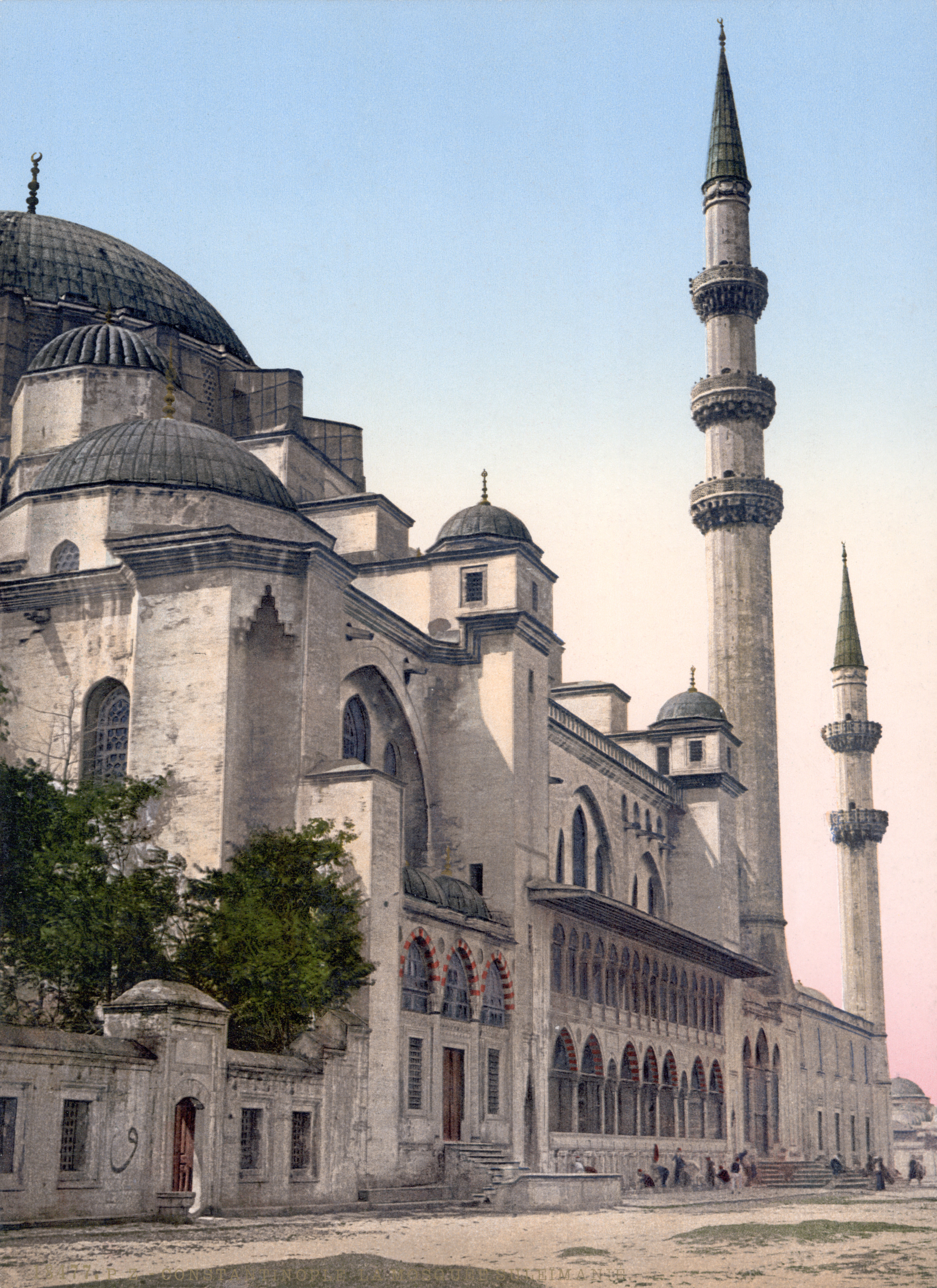
A mesquita no século XIX (1890-1900)
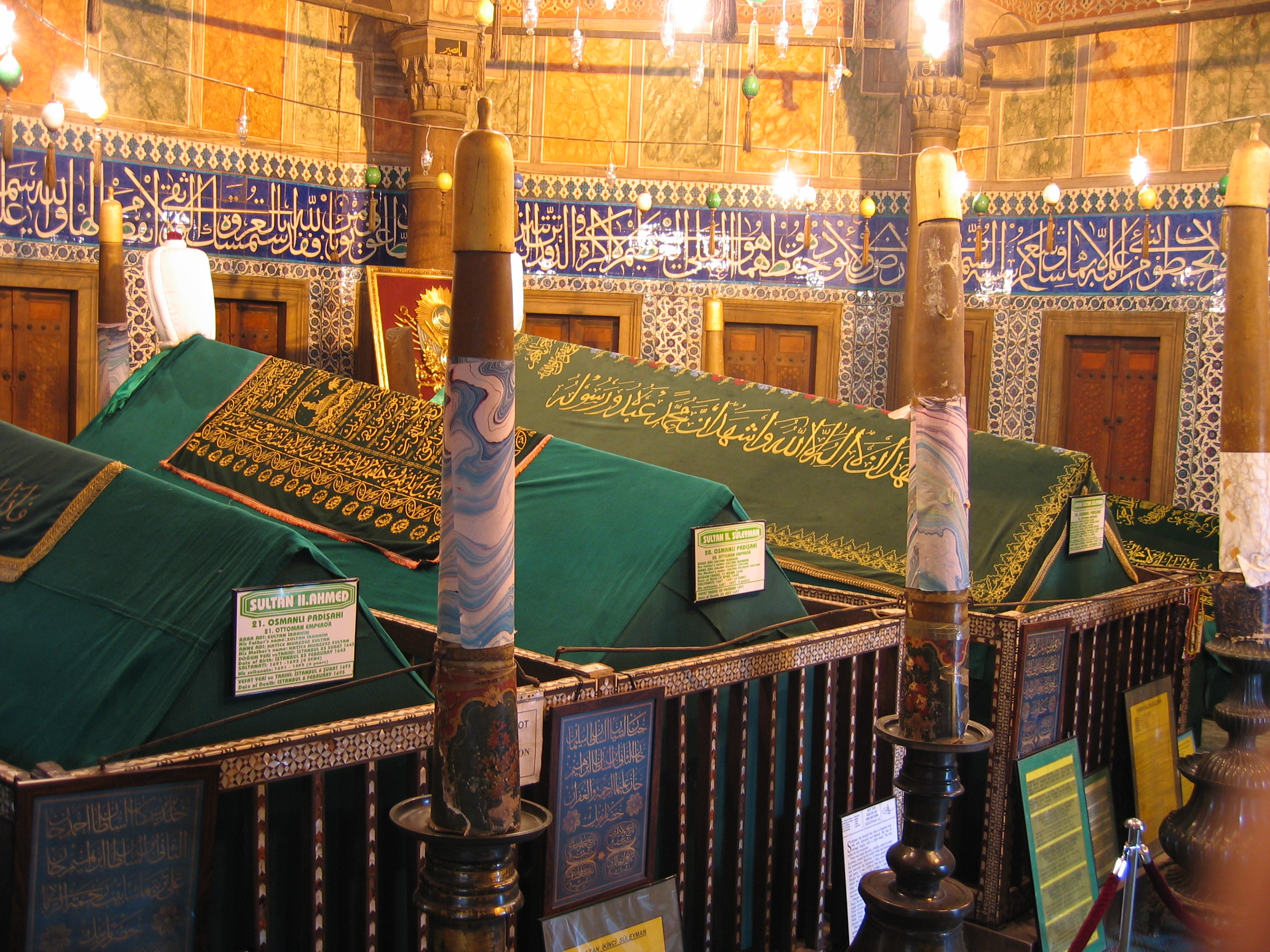
Interior do türbe (mausoléu) de Solimão I, o fundador da mesquita
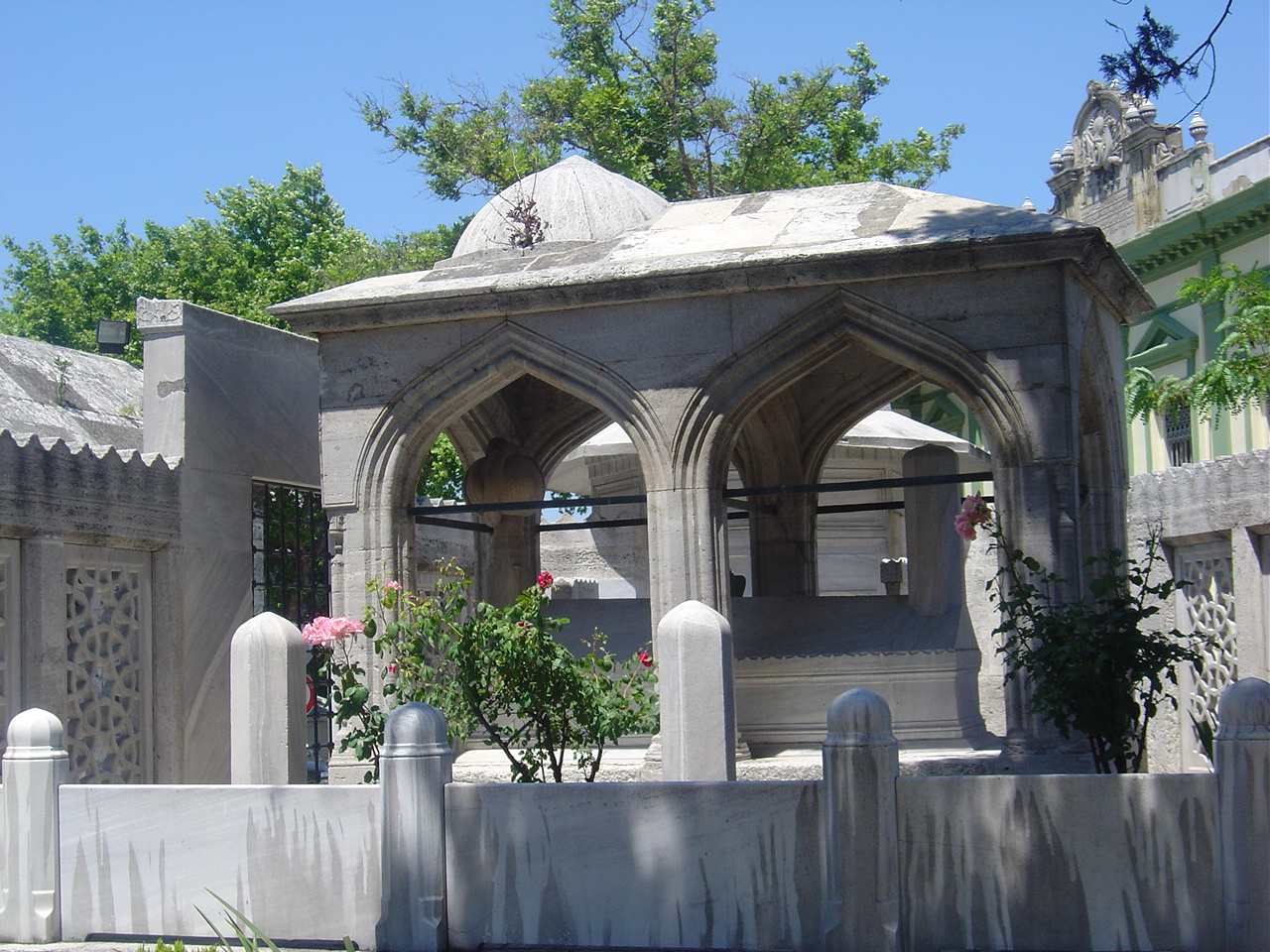
Túmulo do arquiteto Mimar Sinan, no exterior da mesquita
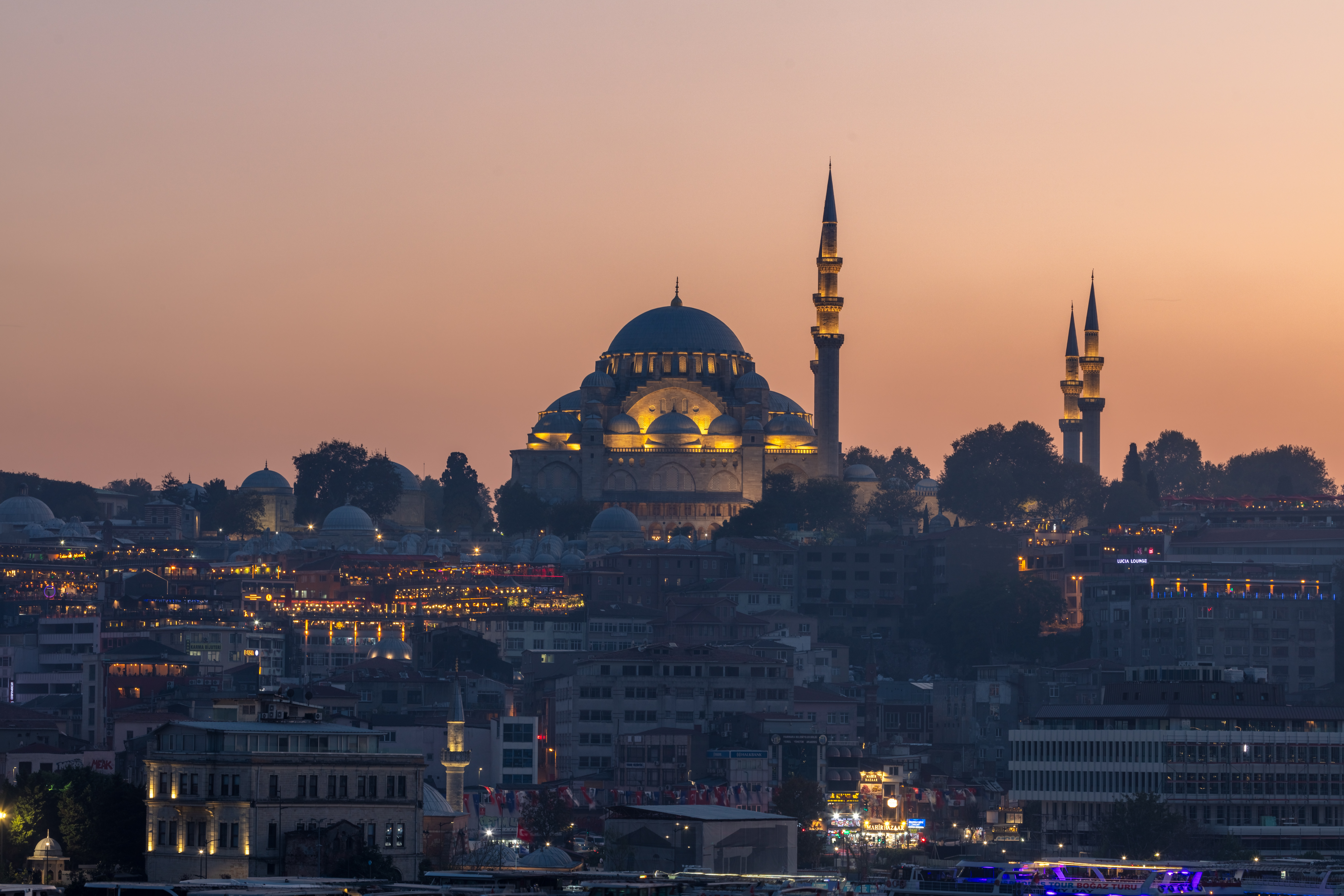
Visão noturna